# بوب فيتزجيرالد
بوب فيتزجيرالد (بالإنجليزية: Bob Fitzgerald)‏ هو معلق رياضي أمريكي، ولد في 1968.